# Sender Säntis
Der Sender Säntis ist ein 123 Meter hoher Sendeturm aus Stahlbeton auf dem Säntis. Der Turm dient dem Unternehmen Swisscom Broadcast zur Verbreitung von Hörfunk- und bis 2019 auch für Fernsehprogrammen in der gesamten Nordostschweiz und ist für die Öffentlichkeit normalerweise nicht zugänglich – Führungen sind auf Voranmeldung möglich. Darüber hinaus übernimmt der Turm Richtfunkverbindungen für Fernsehprogrammzuführung, Betriebsfunk und Dienste für GSM und dient dem Bundesamt für Meteorologie und Klimatologie als Messstation.

## Lage
Der Sendeturm Säntis steht auf dem gleichnamigen Berg auf einer Höhe von 2501 m ü. M. auf dem Gebiet der Gemeinden Hundwil, Schwende-Rüte und Wildhaus. Der Turm selbst befindet sich auf Wildhauser Gebiet. Benachbart ist die Bergstation der Luftseilbahn Schwägalp–Säntis.

## Geschichte

Der erste Sender 1958

Der Bundesrat ersuchte 1955 den Nationalrat und Ständerat für die Erstellung eines Fernmeldegebäudes einen Kredit über 890'000 Schweizer Franken zu genehmigen. Der Vorgängerbau des heutigen Sendeturms auf dem Säntis wurde 1956 durch die PTT erbaut, hatte eine Höhe von 18 Metern und wurde 1958 offiziell eingeweiht. 1957 erfolgte die Inbetriebnahme des ersten UKW-Radiosenders (DRS 2). Nach einem Wettbewerb wurde 1968 der Projektauftrag für Erweiterungen erteilt und nach zweijährigen Vorarbeiten wurde 1971 mit dem Bau begonnen, da der alte Sendeturm aus dem Jahr 1955 aufgrund der extremen Wetterverhältnisse mehrfach saniert werden musste. 1975 wurde das neue Sendezentrum in Betrieb genommen. Zu dieser Zeit war es das grösste Bauwerk dieser Art in Europa. Die Fernsehprogramme der französisch- und italienischsprachigen Schweiz wurden 1976 neuausgestrahlt.
Die erste Bauprojekteingabe „Säntis 2000“, welche die Ausweitung der Südkaverne, den Bau eines neuen Antennenturms und die Renovation des Wetterwarthauses bezweckte, wurde 1992 eingereicht. 1995 konnte mit den Arbeiten für das Projekt begonnen werden. So wurde 1997 der alte Turm abgebrochen und der neue, 123 Meter hohe Antennenturm in Betrieb genommen. Am 17. Juni 1998 fand die Eröffnungsfeier statt.
Im Rahmen der Umstrukturierung des Swisscom-Konzerns im Jahr 2002 wurde die Tochtergesellschaft Swisscom Broadcast AG Eigentümerin der Sendeanlage. Nachdem 2007 die Ausstrahlung des digitalen Fernsehens (DVB-T in der Schweiz) aufgenommen wurde, schaltete man das analoge Fernsehprogramm ab. Am 3. Juni 2019 wurde die Abstrahlung digitaler Fernsehprogramme beendet. Am 31. Dezember 2024, um Mitternacht, wurde die UKW-Ausstrahlung der SRG-Programme eingestellt.

## Bauwerk
Die Antenne des neuen Sendeturms ist von glasfaserverstärktem Kunststoff umhüllt und kann beheizt werden, um herabfallendes Eis auf die darunterliegende Besucherterrasse zu vermeiden.
Die Gesamthöhe des Turms beträgt 123,55 Meter, der Durchmesser des 4164 Tonnen schweren Mastfusses ist 5,49 Meter und der Durchmesser der Turmspitze misst 1,82 Meter.

## Nutzung
Von diesem Sender wird ein Grossteil der Zentral- und der Ostschweiz versorgt. Auch in weiten Teilen Süddeutschlands und benachbarter Länder kann der Sender empfangen werden. Bei hervorragenden Bedingungen kann der Sender sogar bis in das deutsche Bundesland Hessen teilweise rauschfrei empfangen werden. Des Weiteren besteht unter anderem eine Richtfunkverbindung zum Sender Pfänder in Österreich. Der Säntisturm strahlt fünf Radioprogramme ab.

### Analoger Hörfunk (UKW)
Alle Frequenzen wurden am 31. Dezember 2024 abgeschaltet
| Frequenz (MHz) | Programm           | Senderlogo | RDS PS             | RDS PI                | Regionalisierung | ERP (kW) | Antennendiagramm rund (ND)/gerichtet (D) | Polarisation horizontal (H)/vertikal (V) |
| -------------- | ------------------ | ---------- | ------------------ | --------------------- | ---------------- | -------- | ---------------------------------------- | ---------------------------------------- |
| 101,5          | Radio SRF 1        |            | SRF_1_SG, _SRF_1__ | 49B1 (regional), 43B1 | Ostschweiz       | 60       | D (220–110°)                             | H                                        |
| 95,4           | Radio SRF 2 Kultur |            | _SRF_2__           | 43B2                  | –                | 60       | D (220–350°)                             | H                                        |
| 105,6          | Radio SRF 3        |            | _SRF_3__           | 43B3                  | –                | 60       | D (220–340°)                             | H                                        |
| 99,9           | RTS La Première    |            | RTS-1ERE           | 43D1                  | –                | 60       | D (220–350°)                             | H                                        |
| 107,8          | Rete Uno           |            | RETE_UNO           | 43E1                  | –                | 60       | D (220–340°)                             | H                                        |

### Digitales Radio (DAB)
DAB wird in vertikaler Polarisation und im Gleichwellenbetrieb mit anderen Sendern ausgestrahlt.
| Block                      | Programme | ERP (in kW) | Antennendiagramm rund (ND), gerichtet (D) | Gleichwellennetz (SFN) |
| -------------------------- | --- | ----------- | ----------------------------------------- | --- |
| 7D SMC_D02 (SUI0001F)      | DAB-Block der SwissMediaCast: - Rete Tre (64 kbit/s DAB+) - Radio Eviva (64 kbit/s DAB+) - Radio Life Channel (64 kbit/s DAB+) - Energy Zürich (64 kbit/s DAB+) - Energy Basel (64 kbit/s DAB+) - Energy Bern (64 kbit/s DAB+) - Radio Maria (64 kbit/s DAB+) - Radio Argovia (64 kbit/s DAB+) - Radio Top (64 kbit/s DAB+) - Radio Central (64 kbit/s DAB+) - Radio 24 (64 kbit/s DAB+) - ERF Plus (64 kbit/s DAB+) - Radio Zürisee (64 kbit/s DAB+) - Radio Pilatus (64 kbit/s DAB+) - Vintage Radio (64 kbit/s DAB+) - Flashback FM (64 kbit/s DAB+) - Radio Central 2 (64 kbit/s DAB+) - Radio Melody (64 kbit/s DAB+) | 28,5        | D (0°)                                    | - Aargau: Baden-Freienwil (Hörndli), Frick (Frickberg), Villigen (Geissberg), Wasserflue - Appenzell Ausserrhoden: Herisau (Ramsen), Schwellbrunn (Fuchsacker), Wildhaus (Säntis) - Bern: Adelboden (Wintertal), Adlemsried, Bern (Bantiger), Biel (Bözingenberg), Diemtigen (ufem Chrütz), Burgdorf-Oberburg (Rothöchi), Geissholz, Höfen (Beisseren), Huttwil (Hohfuren), Kandersteg (Büel), Langnau i.E. (Hirschmatt), Lauterbrunnen (Männlichen), Lenk-Metschstand (Hahnenmoos), Matten (Chlyne Ruuge), Saanen (Hornfluh), Zweisimmen (Heimersberg-Hüppiweid) - Basel-Land: Nenzlingen (Eggflue), Sissach (Metzenholden) - Basel-Stadt: Basel (St. Chrischona) - Freiburg: Fribourg (Hôpital) - Glarus: Engi (Lindenbodenberg), Linthal-Braunwald (Nussbüel-Schleimen), Sool (Trogsite) - Graubünden: Arosa-Dorf (Hinterwald), Davos-Dischma (Dorfberg), Klosters (Gotschnagrat), Medel-Curaglia (Vergera), Mon (Scarnoz), Morissen (San Carli), Trun (Axenstein 411), Valzeina (Mittagplatte), Versam (Uaul Scardanal) - Luzern: Geuensee (Höchweidwald), Schüpfheim (Vöglisbergegg), Sörenberg (Rischli), Willisau (Ankenloch) - Nidwalden: Engelberg-Wolfenschiessen (Stöck) - St. Gallen: Rüthi (Bismer), St. Gallen (Chirchli Peter und Paul), Strichboden, Wattwil (Chapf), Ziegelbrücke (Biberlichopf) - Schaffhausen: Altdorf (Ried), Osterfingen (Rossberg), Schaffhausen (Cholfirst), Schleitheim (Mattenhof-Birbiste) - Solothurn: Balsthal (Erzmatt), Olten (Engelberg), Solothurn-Oberdorf (Nesselboden) - Schwyz: Einsiedeln (Chummerweid), Oberiberg (Gadenstatt), Rigi (Kulm) - Thurgau: Bischofszell Sitterdorf (Pierchäller), Mammern (Seehalde), Sirnach (Sirnachberg Bärgholz), Weiningen (Haslibuck) - Uri: Amsteg-Gurtnellen (Unter Axeli), Andermatt (Bäzberg), Attinghausen (Schiltwald) - Zürich: Bülach (Eschenmosen), Bachtel Kulm, Steg-Fischenthal (Waldsberg), Winterthur (Brüelberg), Zürich (Uetliberg), Zürich (Zürichberg) - Deutschland: Bad Säckingen (Eggberg), Konstanz (Fernmeldeamt), Waldshut (Aarberg), Hohentengen (Wannenberg) - Österreich: Bregenz (Pfänder) |
| 12C SRG SSR D01 (SUI0006A) | DAB-Block der SRG SSR: - Radio SRF 1 AG SO+ (64 kbit/s DAB+) - Radio SRF 1 BE FR VS+ (64 kbit/s DAB+) - Radio SRF 1 BS+ (64 kbit/s DAB+) - Radio SRF 1 GR+ (64 kbit/s DAB+) - Radio SRF 1 LU+ (64 kbit/s DAB+) - Radio SRF 1 SG+ (64 kbit/s DAB+) - Radio SRF 1 ZH SH+ (64 kbit/s DAB+) - Radio SRF 2 Kultur+ (96 kbit/s DAB+) - Radio SRF 3+ (72 kbit/s DAB+) - Radio SRF 4 News+ (56 kbit/s DAB+) - Radio SRF Musikwelle+ (72 kbit/s DAB+) - Radio SRF Virus+ (72 kbit/s DAB+) - RSI Rete Uno+ (72 kbit/s DAB+) - RTS Première (72 kbit/s DAB+) - Radio Rumantsch+ (72 kbit/s DAB+) - Radio Swiss Pop+ (64 kbit/s DAB+)  | 41,7        | D (30°)                                   | - Aargau: Baden-Freienwil (Hörndli), Frick (Frickberg), Hellikon, Möriken-Wildegg (Chestenberg), Reuenthal (Ried), Rietheim, Villigen (Geissberg), Wasserflue - Appenzell Ausserrhoden: Herisau (Ramsen), Wildhaus (Säntis) - Basel-Land: Langenbruck, Läufelfingen, Liestal (Seltisberg), Nenzlingen (Eggflue), Sissach (Metzenholden), Waldenburg (Richtiflu), Ziefen (Chöpfli) - Basel-Stadt: Basel (St. Chrischona) - Bern: Adelboden (Wintertal), Bern (Bantiger), Biel-Magglingen (Evilard Hohmatt), Boltigen (Jaunpass chline Bäder), Brienz (Wellenberg), Burgdorf-Oberburg (Rothöchi), Chasseral, Diemtigen,(Zwischenflüh), Dornegg (Rütschelen), Eggiwil (Hinterer Girsgrat), Gadmen-Hopflauenen (Hopflauiwald), Heimenschwand (Buchholterberg Schafegg), Höfen (Beisseren), Ins (Schaltenrain-Fürstengräber), Kandersteg (Büel), Konolfingen (Neuhaus), Langnau im Emmental (Hirschmatt), Lauterbrunnen (Männlichen), Lenk-Metschstand (Hahnenmoos), Niederhorn, Saanen (Hornfluh), Wyssachen (Mösli), Zweisimmen (Heimersberg-Hüppiweid) - Freiburg: Flamatt (Sonnhalde Silo), Guggisberg (Gusteren Zollhaus), Gurmels (Cordast) - Glarus: Engi (Lindenbodenberg), Glarus (Bergli), Linthal-Braunwald (Nussbüel-Schleimen) - Graubünden: Valzeina (Mittagplatte) - Luzern: Escholzmatt (Wiggen Mittlist Äbnit), Geuensee (Höchweidwald), Schüpfheim (Vöglisbergegg), Sörenberg (Rischli), Willisau (Aegerten), Wolhusen - Nidwalden: Engelberg-Wolfenschiessen (Stöck) - Obwalden: Sarnen-Obstalden (Moosacher) - Schaffhausen: Altdorf, Bargen, Schaffhausen (Cholfirst), Schleitheim (Mattenhof-Birbiste), Thayngen (Wippel) - Schwyz: Einsiedeln (Chummerweid), Oberiberg (Gadenstatt), Rigi (Kulm) - Solothurn: Balsthal (Erzmatt), Grindel (Moretchopf), Mümliswil (Regenrain), Olten (Engelberg), Rodersdorf (Grundacker), Solothurn-Oberdorf (Nesselboden), Welschenrohr (Räckholderhube) - St. Gallen: Rüthi (Bismer), St. Gallen (Chirchli Peter und Paul), Mels-Weisstannen (Eggli), Pfäfers-Vättis (Vättnerberg-Geisegg), Rorschach, Wattwil (Chapf), Ziegelbrücke (Biberlichopf) - Thurgau: Bischofszell Sitterdorf (Pierchäller), Elgg (Schneitberg), Fischingen-Dussnang (Tolebärg), Mammern (Seehalde), Ottenberg, Sirnach (Sirnachberg Bärgholz), Weiningen (Haslibuck) - Uri: Andermatt (Bäzberg), Andermatt (Nätschen), Attinghausen (Schiltwald), Spiringen-Bürglen (Eggenbergli) - Wallis: Binn (Giesse), Ferden (Färdaried), Feschel (Wilerzälg), Gondo (Alpje), Leukerbad (Bodmen), Saas-Fee (Plattjen), Visperterminen (Gebidem), Zermatt (Riffelalp), Zwischbergen-Simplon (Feerberg) - Zürich: Bachtel Kulm, Bülach (Eschenmosen), Steg-Fischenthal (Waldsberg), Wildberg (Egg Drifurri), Winterthur (Brüelberg), Zürich (Uetliberg), Zürich (Zürichberg) - Deutschland: Bad Säckingen (Eggberg), Konstanz (Fernmeldeamt), Hohentengen (Wannenberg) - Österreich: Bregenz (Pfänder) |

### Digitales Fernsehen (DVB-T)
Bis zum 3. Juni 2019 abgestrahlte Programme:
| Kanal | Frequenz (in MHz) | Multiplex | Programme im Multiplex                            | ERP (in kW) | Antennen- diagramm rund (ND) / gerichtet (D) | Polarisation horizontal (H) / vertikal (V) |
| ----- | ----------------- | --------- | ------------------------------------------------- | ----------- | -------------------------------------------- | ------------------------------------------ |
| 34    | 578               | SRG D01   | - SRF 1 - SRF zwei - SRF info - RTS Un - RSI LA 1 | 4           | D                                            | V                                          |

### Analoges Fernsehen (PAL)
Vor der Umstellung auf DVB-T diente der Sendestandort weiterhin für analoges Fernsehen:
| Kanal | Frequenz (MHz) | Programm | ERP (kW) | Sendediagramm rund (ND)/ gerichtet (D) | Polarisation horizontal (H)/ vertikal (V) |
| ----- | -------------- | -------- | -------- | -------------------------------------- | ----------------------------------------- |
| 7     | 189,25         | SF1      | 57       | D                                      | H                                         |
| 31    | 551,25         | SF zwei  | 59       | D                                      | H                                         |
| 34    | 575,25         | TSI 1    | 62       | D                                      | H                                         |
| 69    | 855,25         | TSR 1    | 11       | D                                      | H                                         |

## Sonstiges
- Der Sender Säntis ist europaweit der Fernsehturm mit der höchsten Anzahl an Blitzeinschlägen: Vom Sommer 2010 bis Juni 2011 wurden etwa 50 Einschläge registriert.[6]
- Mit Ausnahme des 84 Meter hohen Antennenturms überragt kein Gebäudepunkt die Gipfelhöhe, um die allseitig freie Sicht zu gewährleisten.[1]